# Шлунок

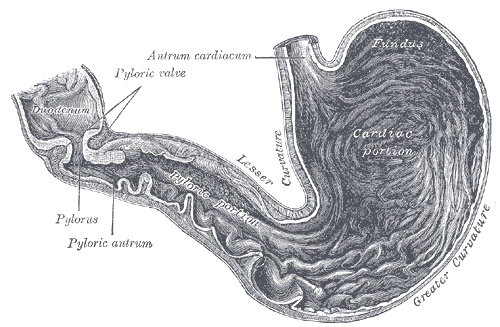
Шлунок

Шлу́нок (лат. gaster < дав.-гр. γαστήρ, також лат. stomachus, ventriculus) — це непарний порожнистий орган, зазвичай з товстими м'язовими стінками, в середній частині шлунково-кишкового тракту. У ссавців та інших хребетних розташований між стравоходом та 12-палою кишкою. У людини має рогоподібну або гачкувату форму, завдовжки близько 25 см і об'ємом до 3 літрів.

## Етимологія
Етимологічно українське слово шлунок є германізмом: вважають, що воно походить від незасвідченого сер.-в.-нім. слова *geslünge — «нутрощі» (нім. Geschlinge), утвореного від сер.-в.-нім. slunt — «глотка» (нім. Schlund).
У деяких діалектах збереглося слово жолу́док, желу́док — воно походить від прасл. *želǫdъkъ, *želǫdьcь, похідними від якого є позначення цього органа в більшості слов'янських мов (пол. żołądek, чеськ. žaludek, рос. желудок, словац. žalúdok, серб. желудац/želudac, словен. želodec). Вважається, що воно пов'язане за походженням з *želǫdь («жолудь») < пра-і.є. *gʷ(e)lh₂.
Також існувала назва отравник.

## Філогенез
Як частина травної системи шлунок диференційований вже у деяких безхребетних (кишковопорожнинних, плоских та кільчастих червів). У хребетних тварин шлунок являє собою розширений відділ передньої кишки. Але у круглоротих та деяких риб шлунок недиференційований, у багатьох риб нечітко відокремлений від стравохода і кишечника; у земноводних — відокремлений. Шлунок птахів складається з двох самостійних відділів — залозистого і м'язового. Найскладніше побудований шлунок ссавців, в якому розрізняють вхідний і вихідний відділи, дно і тіло. У більшості жуйних тварин шлунок чотирикамерний, складається з рубця, сітки, книжки і сичуга. Існують п'яти- і шестикамерні шлунки (напр., у деяких китів). Залежно від будови слизової оболонки розрізняють шлунки залозисті, або кишкового типу (у людини, кішки, собаки), беззалозисті, або стравохідного типу (у качкодзьоба, єхидни), і змішані, або стравохідно-кишкового типу (у коней, свиней). У більшості ссавців залози шлунка диференційовані. У людини шлунок міститься у верхньому відділі черевної порожнини між стравоходом і дванадцятипалою кишкою.

## Будова
У шлунку виділяють кардіальну частину, фундальну частину (дно, склепіння), тіло і пілоричну частину.
Кардіальна частина (pars cardiaca чи cardia) розташована в місці, де стравохід входить у шлунок, висота її — на рівні XI грудного хребця. Порівняно з іншими частинами кардіальна займає незначний обсяг в органі. При вході стравохода в шлунок є кардіальний отвір (ostium cardiacum). Від дна шлунка кардіальна частина відмежена кардіальною вирізкою (incisura cardiaca).
Фундальна частина, дно (fundus ventriculi), чи склепіння (fornix ventriculi) — найвища частина шлунка. Розташовується прямо під діафрагмою ліворуч.
Тіло шлунка (corpus ventriculi) — основна, середня частина шлунка. Від пілоричної частини тіло відмежене проміжною борозною (sulcus intermedius), яка на малій кривизні утворює кутову вирізку (incisura angularis). Гострий кут у цьому місці називається шлунковим кутом (angulus ventriculi).
Пілорична частина (pars pylorica) — дистальна частина шлунка. Починається від кутової вирізки на малій кривизні й закінчується пілоричним сфінктером. У пілоричній частині виділяють три відділи: пілоричний присінок (vestibulum pylori) чи пазуха шлунка (sinus ventriculi), печеру чи антральний відділ (antrum pyloricum) і канал (canalis pyloricus). Присінок — передній відділ пілоричної частини, далі він переходить у звужений відділ — печеру, і нарешті пілоричний канал — останній відділ, що розташовується в ділянці пілоричного сфінктера. На дистальному кінці пілоричної частини є звуження — воротар шлунка (pylorus) з пілоричним отвором (ostium pyloricum), що відкривається в порожнину дванадцятипалої кишки.
Всі частини шлунка мають передню і задню стінки (paries ventriculi anterior et posterior), що з'єднуються у велику і малу кривизну шлунка. Велика кривизна (curvatura ventriculi major) обернена опуклістю вліво, мала кривизна (curvatura ventriculi minor) обернена увігнутістю вправо. На малій кривизні є заглибина, що може змикатися в канал під час скорочення м'язів шлунка — шлунковий канал чи шлункова доріжка (canalis ventriculi). Складки слизової у шлунковому каналі розташовані поздовжньо, по них пересувається їжа зі стравоходу.
Стінка шлунка складається з серозної, підсерозної, м'язової, підслизової і слизової оболонок.
- Серозна оболонка (tunica serosa) являє собою вісцеральний листок очеревини, вона утворює зовнішній шар стінки.
- Підсерозний шар (tela subserosa) лежить між серозною і м'язовою оболонками, містить судини й нерви.
- М'язова оболонка (tunica muscularis) утворена пучками м'язів, що йдуть у трьох напрямках. Поздовжній шар (stratum longitudinale) містить м'язи, переважно сконцентровані вздовж малої кривизни, вони утворюють там потужний м'язовий тяж. Циркулярний шар (stratum circulare) залягає в стінці шлунка майже рівномірно, за винятком дна, його м'язи утворюють кільця-сфінктери: пілоричний сфінктер (m. sphincter pylori), кардіальний сфінктер (m. sphincter cardiaci) і сфінктер печери (m. sphincter antri). Найглибший шар утворюють косі волокна (fibrae obliquae), пучки яких розходяться з кардіальної частини в косому напрямку по передній і задній стінках шлунка.
- Підслизовий шар (tela submucosa) слугує основою для складок слизової оболонки
- Слизова оболонка (tunica mucosa) покрита одношаровим циліндричним епітелієм. На ній є значна кількість складок (plicae gastricae), вони рухомі і перехрещуються між собою в різних напрямках. По малій кривизні йдуть поздовжні складки, по великій — зубчасті, по тілу шлунка — сітка. Кількість і величина складок залежать від стану наповнення шлунка. Біля пілоричного отвору слизова оболонка, покриваючи сфінктер, утворює циркулярну складку — заслонку воротаря (valvula pylori).

Слизова оболонка містить три типи залоз:
- Кардіальні (glandulae cardiacae) — розташовані у кардіальній частині
- Шлункові (gll. gastricae) розташовані на дні і тілі шлунка. Характеризується гетерогенністю клітинного складу: головні клітини виділяють ферменти шлункового соку, пепсиногенні обкладові продукують соляну кислоту, додаткові — мукоїдний секрет. Основна травна функція шлунка полягає в гідролізі білків. Крім того, в ньому продовжується перетравлення вуглеводів α-амілазою слини
- Пілоричні (gll. pyloricae) — розташовані у воротарній частині

## Фізіологія
У шлунку продовжується дія ферментів слини, і їжа зазнає подальшої хімічної та механічної обробки. Хімічна обробка їжі відбувається внаслідок дії на неї шлункового соку (який виділяється парієтальними клітинами шлунка). Шлунковий сік — прозора рідина, яка має кислу реакцію, містить ферменти, слиз і соляну (хлоридну) кислоту. За добу у людини виділяється від 0,5 до 2 літрів шлункового соку. Фермент пепсин (що утворюється під дією соляної кислоти, з пепсиногену, який виділяється головними клітинами шлунка) розщеплює складні білки на простіші молекули амінокислот. Шлунковий сік містить також ферменти, які розщеплюють жири (наприклад, жири молока). Слиз захищає стінки шлунка від дії соляної (хлоридної) кислоти та від самоперетравлювання власними білковими ферментами. Велике значення для процесів травлення в шлунку має соляна (хлоридна) кислота. Вона активує білкові ферменти, які виділяються із залоз у неактивному стані; зумовлює денатурацію та набухання білків, що сприяє кращому їхньому перетравленню; стимулює рухову активність шлунка, вбиває бактерії і припиняє гнильні процеси. Але як висока, так і низька кислотність порушують травлення в шлунку, призводять до низки хвороб. Тривалість перебування їжі в шлунку залежить від її складу. Жирна їжа затримується до 6-8 годин, вуглеводна — до 4 годин. Травлення в шлунку може відбуватися лише при температурі тіла 36-37°С і за наявності соляної (хлоридної) кислоти.
Соляна кислота виділяється парієтальними клітинами шлунка. Активація виділення шлункового соку зумовлена дією гістаміну, гастрину та ацетилхоліну, а інгібує цей процес простагландини Е2 та І2 та соматостатин.